# Saxifraga microviridis
Saxifraga microviridis är en stenbräckeväxtart som beskrevs av Hiroshi Hara. Saxifraga microviridis ingår i Bräckesläktet som ingår i familjen stenbräckeväxter. Inga underarter finns listade i Catalogue of Life.